# Yuya Nishijima
Yuya Nishijima (født 21. februar 1995) er en japansk fodboldspiller.
Han har spillet for flere forskellige klubber i sin karriere, herunder Gainare Tottori.